# Falugondnok
A falugondnoki szolgáltatás olyan szociális alapellátási forma, amelyet  főállásban, teljes munkaidőben (heti 40 óra), közalkalmazotti jogviszonyban foglalkoztatott falugondok alkalmazásával és a szolgáltatás jellegéhez igazodó gépjármű üzemeltetésével biztosítanak, csökkentve ezzel az aprófalvak és a külterületi lakott helyek szolgáltatás- és intézményhiányból eredő hátrányait.
- A Falugondnoki szolgálat hatszáz lakosnál kisebb településen, illetve külterületi lakott helyen a szociális alapellátási feladatok falugondnoki szolgálat keretében is elláthatók. Ezt a szolgáltatást az 1993.III. törvény 59. § (2) bekezdése állapította meg. A helyi önkormányzat, vagy ellátási szerződéssel a feladatot átvállaló civil, szervezet a falugondnoki szolgálat keretében ellátandó szociális alapellátási feladatok körét, valamint a falugondnok által ellátandó  szolgáltatási feladatokat és azok mértékét a létrehozó önkormányzat rendeletben állapítja meg.
- Tanyagondnokság Az a gépjárművel rendelkező, egyszemélyes szociális szolgáltatás, mely esetében a szolgáltatást végző személy legfeljebb 400 külterületi lakossal tart rendszeres kapcsolatot, naponta átlag maximum 80 km utat megtéve. Ezen személy egyszersmind koordinátor szerepet is betölt a külterületek lakossága, az ott illetékes önkormányzat, hatóságok, intézmények, szervezetek között is. Munkáltatója a helyi viszonyok függvényében lehet a képviselő-testület (a polgármester), az önkormányzat szerve, intézménye, vagy e feladatot felvállaló nonprofit szervezet.

A falugondnoki szolgálat létrehozásához pályázati lehetőséget (gépjármű beszerzéséhez, majd az elhasználódást követően gépjárműcseréhez), és működtetéséhez kiegészítő hozzájárulásra jogosult az a település, amelynek lakossága nem haladja meg a 660 főt . A szolgálat bevezethetősége szempontjából ezeket a falvakat aprófalvaknak nevezzük.

## A  szolgáltatás működési engedélye
A falugondnoki szolgálat működtetése engedélyhez kötött. Működési engedélyt a helyileg illetékes  városi jegyző adja ki. A működési engedély megléte feltétele az állami normatívához való hozzájutásnak is.
A működési engedély megszerzésének feltételei:
- Települési önkormányzati rendelet,
- Falugondnoki szolgáltatás szakmai programjával való rendelkezés,
- A szolgálat működtetéséhez szükséges megfelelő gépjármű, s annak legalább hat hónapot meghaladó érvényességű forgalmi engedélye,
- A falugondnoki gépjármű számára kötelező felelősségbiztosítás és teljes körű CASCO-biztosítás,
- A falugondnoki feladatok ellátására megfelelő személy foglalkoztatásának igazolása (falugondnok számára a használt gépjármű kategóriájának megfelelő gépjárművezetői engedély megléte)
- Falugondnok képzési tanúsítványa a falugondnoki képzés elvégzéséről.

Ideiglenes működési engedélyt kaphatnak a frissen induló falugondnoki szolgálatok, melyek falugondnokait már bejelentette a szolgálat fenntartója képzésre, de a képzés még nem zárult le. A feltételek 1-5. pontjának mindegyike biztosítható a szolgálat fenntartója részéről, ezért ezek hiánya nem jogosít fel az ideiglenes működési engedéllyel történő működésre, vagy normatíva igénylésre. A működési engedély feltételeinek meglétét (jogi szempontból) a regionális közigazgatási hivatalok kétévente ellenőrzik. Ideiglenes működési engedéllyel – mivel a falugondnoki képzés 3 x 5 napja egy éven belül lezajlik – megközelítőleg egy évig működhet a falugondnoki szolgálat.

## A falugondnok megválasztása
A falugondnoki állást – bár közalkalmazotti munkakörről van szó, a helyben szokásos módon kell meghirdetni a helyi lakosok körében. Az erre a célra összehívott közmeghallgatáson (vagy egyszerű falugyűlésen a falugondnok(ok) írásos pályázatukat ismertetik, személyesen bemutatkoznak, jelzik a falugondnoki munkakörrel kapcsolatos attitűdjüket, elképzeléseiket. Fentiek után a jelentkezők közül a lakosság kiválasztja[forrás?] a számára legszimpatikusabb személyt, de a kinevező szerv a helyi önkormányzat.

## Falugondnoki képzés
A falugondnoki szolgálat működési engedélyének egyik feltétele a falugondnoki tanfolyam elvégzése, melyről tanúsítványt kap a falugondnok. A képzés 120 órás, 3 x 5 napos, bentlakásos képzés. A képzést a Nemzeti Család- és Szociálpolitikai Intézet Képzési Központja szervezi. A képzésre a falugondnoki szolgálatot fenntartó jelenti be az e munkakörben alkalmazott személyt. Személyi változások esetén az új munkaerőnek is ugyanebben a képzésben kell részesülnie, melynek költségeit a fenntartó vállalja.

### Falugondnoki beszámoló
A falugondnok szakmai-közösségi tevékenységéről évente beszámol a helyben szokásos módon meghirdetett közmeghallgatáson, s szakmai beszámolóját írásban is benyújtja a képviselő-testület felé. A közmeghallgatáson a megjelent lakosok elfogadhatják, illetve kifogásolhatják a falugondnok beszámolóját és a beszámoló alapját képező munkát, a képviselő-testület hasonló elven gondolkodhat arról.
Illusztráció egy  falugondnoki beszámolóról.

### Megyei falugondnoki egyesületek
A falugondnoki hálózatot megyénként a megyei falugondnoki egyesületek szervezik, támogatják, s a közösségépítésen túl a minisztérium megbízásából, illetve anyagi támogatásával szakmai-fejlesztő feladatokat is ellátnak. A megyei falugondnoki egyesületeket a koordinátorok szervezik, vezetik. A koordinátori hálózat szakmai csoportként működik. A megyei egyesületeket tömörítő falugondnoki egyesületek 2000-ben országos szövetséggé szerveződtek. A szövetség feladata az egyesületekhez hasonlóan a szakmai érdekvédelem és a hálózat fejlesztése.
A falugondnoki hálózat országos nyilvánosságát a Magyar Tanya- és Falugondnoki Szövetség által kiadott Falugondnoki Hírlevél hivatott megteremteni. Az országos kiadvány mellett kétévente megjelenik a Falugondnoki Kalendárium könyvalakban, s a megyei egyesületek is rendelkezhetnek saját kiadványokkal.

### Idézet
1. ↑  Polgárné Takács Eszter: A mi falunk – az én falugondnoki munkám.
Bakonygyirót Győr-Moson-Sopron megye déli részén, a Veszprém-Győr közötti 82-es számú főúttól nyugatra, a Veszprémvarsány-Pápa főúttól 2 km-re délre, a Magas-Bakony északi részén fekszik. Lakosságának száma 185 fő, ebből 91 a nyugdíjas. Sajnos a lakosság száma évről évre csökken, kevés a születés és magas a halálozás száma, de a fiatalok elvándorlása is nagymértékben rontja a helyzetet. 10 évvel ezelőtt még 220-an voltunk, azóta sokan városra, vagy a környező falvakba települtek a jobb megélhetés reményében. Elég rossz volt a közlekedés, szinte lehetetlen volt innen munkát vállalni a környék városaiban.
Az emberek a szomszédos Bakonyszentlászlón ill. Veszprémvarsányban találtak munkát: tsz-ben, téglagyárban, faüzemben. Napjainkban a közlekedés már megoldható. 
Pápára autóbusz, Győrbe és Veszprémbe autóbusz és vonat is igénybe vehető. Győrbe most év június 7-étől lehet autóbusszal utazni, ami számunkra nagy jelentőséggel bír, hisz az itt lakó fiatalok nagy részre ott dolgozik. 
Tavaly épült itt egy nagy kapacitású hűtőház, amely ugyan munkát nem kínál, de mi itt lakók könnyen hozzájutunk olcsón a gyümölcsökhöz, konzervekhez.
Múlt év közepén kezdődött és novemberben fejeződött be a gáz bevezetése. Jelenleg a kultúrház belső felújítása folyik, ha elkészül, nagy avatóünnepséget tartunk zenészekkel, vacsorával, melyre az egész falu hivatalos lesz.
Az esővíz elvezető árkok felújítása, kiépítése is folyamatban van. Jövőre tervezzük a ravatalozó felújítását, bővítését. Rendszeresen parkosítunk, virágokat ültetünk, megpróbáljuk az itt élőkkel közösen szebbé, jobbá és komfortosabbá varázsolni a falut. Tervezzük egy nyugdíjas klub létrehozását, ahol az emberek közösen megnéznek egy filmet, együtt „csinálnak valamit”, megbeszélhetik gondjaikat, választ kaphatnak ügyes-bajos kérdéseikre.
Jelen van településünkön a falusi turizmus, egyre népszerűbb, szívesen jönnek ide pihenni az emberek. Szép környezet, tiszta levegő, csendes, tranzitforgalomtól mentes kis falu. Az emberek élete itt nyugodt mederben    folyik, főként mert sok az idős nyugdíjas lakó.
Számunkra nagy gondot jelentett a gyógyszertár hiánya, ha szakorvosi ellátásra volt szükségük, vagy csak egyszerűen alapvető élelmiszert akartak vásárolni. Sajnos nálunk elég szegényes a kínálat.
Iskolásaink, óvodásaink a szomszédos romándi és veszprémvarsányi településekre járnak át, busz viszi és hozza őket.
Szerencsére a munkanélküliek száma nálunk kevés, ez talán köszönhető a jó utazási lehetőségeknek.
A németek nálunk is vásárolnak házakat, van aki komolyan gondolja, de van aki csak 1-2 hetet tölt itt, ennek én nem örülök igazán, mert van sok hátrányos vonzata. A közösségek hiánya ránk nem jellemző, szívesen beszélgetünk mindenkivel és vannak kis csoportok is. 
Az itt lakók örömére múlt év novemberétől elindult a falugondnoki szolgálat. Nem mindenki fogadta ugyan örömmel, volt olyan is, aki azt mondta minek az, de amikor gyakorlati oldalon találkoztak vele és rájöttek, hogy ez tényleg nekik és értük van, akkor már örültek. Egy jó falugondnok nem csak látja, de személyesen ismeri az embereket. Tudja, hogyan kell megszólítani – mert minden ember más és más bánásmódot és hangnemet igényel. Vannak olyanok is, akik nem szeretnek vagy nem akarnak segítséget kérni, rájuk különösen oda kell figyelni, mert lehet, hogy ők a legjobban rászorulók. 
A jó falugondnoknak tájékozottnak is kell lennie, hisz szerintem a Polgármester után ő az első ember, akitől a többiek kérdéseikre választ várhatnak, és társasági ember is kell, hogy legyen, kedves, barátságos, akivel szívesen beszélgetnek, de megbízható is, hogy féltett titkok, dolgok tudója legyen, mert ez velejár a munkával. Bár a munka nem jó megnevezés, mert szerintem ez hivatás, olyan mint például az orvos, mert ő sem csak a rendelési ideje alatt orvos.
A jó falugondnok megszámlálhatatlanul sok dologban tud segíteni. Gyógyszert felirat; kivált; orvost házhoz küld; ebédet hord; beutazást segít; kulturális rendezvények szervezését segíti; rendezvényekre utaztat. Mentális segítséget nyújt, kiknél a legjobb gyógyszer egy kiadós elbeszélgetés.
Szerintem nem is nagyon lehet felsorolni, hogy miben tudunk segíteni, mert ide minden belefér, ami az itt lakóknak jobb életkörülményt hoz, vagy jobb kedvre deríti őket.
Ha az emberek elégedettek és jókedvűek, akkor biztosan szeretnek itt élni, és ha igen, talán elmondják másoknak is, hogy itt jó. Talán akkor mások is ideköltöznek, lesznek fiatalok, nem öregszik el és hal ki a falu.
Én itt csak egy jöttment vagyok, de szeretek itt élni, szerintem a falu is könnyen befogadott. Úgy érzem, szeretnek az emberek. Egy idős néni mondta: ő mindig úgy kedvelt engem, megörült amikor megtudta, én leszek a falugondnok.
Jó itt élni, mert szeretnek az emberek, barátságos és segítőkész a lakosság. A táj szépsége magával ragadó. Érezhető a régmúlt idők fűszeres íze, gyönyörű pincesorunk van, ahol 100-150 éves pincék sorakoznak, hatalmas diófák árnyékában. Legszebb a táj ősszel, amikor színesednek a levelek, fecskék ülik végig a villanydrótokat, és aranyos színbe öltözteti a lemenő nap a házak falát. A levegőben érezni az érő gyümölcsök és sárguló füvek illatát, száll az ökörnyál.
Nem szeretnék városon élni. Nyomasztó lehet a tömeg, szmog és kosz. A lakótelep dzsungelében élők szerintem nem is tudják, milyen az igazi élet. Felettük elszáll az idő, de mi falusiak át és megéljük. Ha valaki rosszul lesz az utcán mi nem lépjük keresztül, mert ránk még nem jellemző az ilyenfajta közöny. Itt mindenki ismer mindenkit és törődünk egymással.
S hogy ez a törődés annak is szóljon, aki egyedül él és annak is, aki a rokonaira nem számíthat, itt vagyok én. Amikor jelentkeztem erre a munkára, még nem tudtam teljesen mi is lesz a feladatom. Tudtam, hogy emberekkel kell majd törődnöm, de a feladat mélységével nem voltam teljesen tisztában. Mindig szívesen segítettem másoknak, gondoltam miért ne tehetném ezt, mint falugondnok. 
A tanfolyamot jó dolognak találom, sok érdekes, új dolgot hall az ember, és sok tapasztalattal gazdagodik. Először nem értettem, miért bentlakásos, de rájöttem, szerintem így nagyon jó, hisz sok gondolat cserél gazdát; én hogy csinálom, más hogy csinálja, kinél mi a szokás? A társaság nagyon jó, sokat beszélgetünk, szívesen vagyok velük, jó lenne tartani a kapcsolatot utána is. A 2. hét után még jobban erősödött bennem a hit, ez egy nagyon jó dolog, amit nagyon jól és csak szívvel, lélekkel lehet csinálni. Amikor kezdtem, még nem gondoltam, hogy ilyen sok dolog van, amiben segíteni tudok az embereknek problémáik megoldásában, és még egy kis plusz is belevihető.
Nálunk például sem fagyizó, sem büfé nincs. Gondoltam egyet és minden héten csütörtökön délután összejön pár ember akikkel átugrunk a szomszéd faluba egy fagyira, jól elbeszélgetünk. Annak ellenére, hogy fiatal vagyok szívesen beszélgetek idős emberekkel, sok érdekes dolgot tudnak mesélni a múltról.
A könyvtárban is szoktam segíteni a könyvtárosunknak. 
Szerintem a falu számára nagyon fontos a munkám, hisz kisebb-nagyobb gondok megoldásában tudok segíteni az embereknek, amitől talán nyugodtabbak, elégedettebbek lesznek, nem költöznek el, sőt remélem inkább máshonnan költöznek ide, ha meghallják milyen jól működik ez nálunk. 
Üzenném a fenntartóknak:
Berci bácsi hatalmas dolgot talált ki a falugondnoksággal, jó lenne továbbfejleszteni, népszerűsíteni, megismertetni olyan emberekkel is, akik nem kerülnek aktív kapcsolatba velünk, hogy ha megkérdezik hol dolgozom és mit, legyen fogalmuk róla mit is jelent ez.
A szakmai segítségnyújtás számunkra fontos dolog, jó tudni, hogy valakire mi is számíthatunk, van aki figyel minket.
Üzenném az utódoknak, hogy ezt a foglalkozást csak az vállalja magára, aki szívvel-lélekkel tudja csinálni, aki vállalni tudja, hogy ezáltal megváltozik az élete, mert a nap 24 órájából 24-ben falugondnok lesz.
Aki érez magában segítségnyújtási szándékot, kedves, megbízható, talpraesett, csak az próbálkozzon, hisz ezek nélkül a tulajdonságok nélkül szerintem nem lehet senki falugondnok. Aki pedig nem jól végzi a munkáját az nem válik hasznára a falunak, sőt szégyenkezhetnek miatta. Ez egy nagyon szép mesterség, ha jól végzi a munkáját az ember, sok örömben lesz része, mert szerintem nincs annál jobb érzés, ha érzi az ember, hogy szeretik és becsülik.

## Külső hivatkozások
- https://web.archive.org/web/20071229012317/http://www.falugondnok.hu/
- https://www.youtube.com/watch?v=IQ5nZOlUP18
- https://web.archive.org/web/20080111014300/http://www.nepfoiskola.hu/mntlap/archiv/2004_1/007.htm
- http://www.muvelodes.ro/index.php/Cikk?id=364
- https://web.archive.org/web/20080413135416/http://www.falugondnokok.hu/index.php?muv=3&current_tag_id=1
- http://www.muvelodes.ro/pdfs/2007-03.pdf
- http://falugondnokibusz.hu